# Bahi
Bahi es un valiato de Tanzania perteneciente a la región de Dodoma.
En 2012, el valiato tenía una población de 221 645 habitantes, de los cuales 18 293 vivían en el ward de Bahi.
El valiato comprende la periferia rural occidental de la capital nacional Dodoma. La localidad se ubica cerca de la orilla septentrional del lago Sulunga, unos 30 km al noroeste de Dodoma sobre la carretera B129.  En la villa hay una estación del ferrocarril central de Tanzania.

## Subdivisiones
Se divide en veinte katas:
- Babayu
- Bahi
- Chali
- Chibelela
- Chikola
- Chifutuka
- Chipanga
- Ibihwa
- Ibugule
- Ilindi
- Kigwe
- Lamaiti
- Makanda
- Mpalanga
- Mpamantwa
- Mpinga
- Msisi
- Mtitaa
- Mundemu
- Mwitikira
- Nondwa
- Zanka